# Pelarco
Pelarco ist eine Stadt und Gemeinde in der Provinz Talca in der Región del Maule in Chile. Bei der Volkszählung im Jahr 2017 hatte sie 8422 Einwohner. Die Gemeinde erstreckt sich über eine Fläche von 331,5 km².

## Geschichte
Pelarco entstand als Raststation an der Straße, die die Städte Curicó und Talca verbindet, auf dem Gelände der Hacienda „Quesería“. Im Jahr 1786 wurde die erste örtliche Pfarrgemeinde gegründet, die ihre kirchliche Zuständigkeit zwischen den Flüssen Lircay und Claro ausübte. Im Jahr 1810 wurde Pelarco als Unterabteilung dem Partido Talca zugewiesen, in dem es bis 1891 verblieb, als es zur Gemeinde erhoben wurde. Im Jahr 1996 wurde das Gebiet von San Rafael ausgegliedert, das seither eine eigenständige Gemeinde ist.
Stark betroffen war die Gemeinde vom Erdbeben am 27. Februar 2010. Eines der am stärksten beschädigten Gebäude war die Pfarrkirche San José de Pelarco. Deren Bau begann 1787 und wurde 1794 abgeschlossen, was sie zu einer der ältesten Kirchen der Region macht. Aus diesem Grund wurde sie im März 2002 zum Nationaldenkmal erklärt. Seit dem Erdbeben ist das Gebäude für die Öffentlichkeit gesperrt. Seit 2011 steht jedoch eine angrenzende Kapelle zur Verfügung, in der die Heilige Messe gefeiert und die Sakramente gespendet werden.

## Bevölkerung
Laut der Volkszählung des Nationalen Statistikinstituts von 2002 hatte Pelarco 7266 Einwohner; davon lebten 1822 (25,1 %) in städtischen Gebieten und 5444 (74,9 %) auf dem Land. Zu dieser Zeit gab es 3714 Männer und 3552 Frauen. Die Bevölkerung sank zwischen den Volkszählungen von 1992 und 2002 um 5 % (382 Personen). Im Jahr 2017 zählte man 8422 Personen.

## Landwirtschaft
Die wichtigste wirtschaftliche Grundlage von Pelarco ist die Landwirtschaft. Jährlich werden unter anderem Gemüse, Getreide, Tomaten, Kürbisse, Weizen, Kartoffeln und Wassermelonen angebaut. Außerdem gibt es zahlreiche Obstbäume in den umliegenden Gebieten der Gemeinde, aus denen in bestimmten Jahreszeiten Weintrauben, Äpfel, Birnen und Kiwis geerntet werden.